# Adsorpcja wirusów

Schemat infekcji wirusowej.

Adsorpcja wirusów – pierwszy etap zakażenia komórki przez wirusa, polegający na jego przyleganiu do błony fosfolipidowej, co jest możliwe dzięki działaniu sił elektrostatycznych pomiędzy grupami aminowymi wirusa i resztami kwasu fosforowego w błonie. Czasem etap ten jest warunkowany obecnością grup sulfhydrylowych. Podczas adsorpcji wirusy mogą być unieczynniane (pozbawiane zdolności do infekcji) przez przeciwciała.
Ważną rolę w procesie adsorpcji spełniają specjalne struktury na powierzchni komórek, pełniące funkcję receptorów. Jeżeli na komórkę zadziała się enzymem niszczącym te receptory, zakażenie będzie niemożliwe.
W diagnostyce wirusologicznej wykorzystuje się fakt, że proces adsorpcji wirusów może zachodzić również w komórkach niewykorzystywanych przez wirusa do namnażania (np. w erytrocytach).